# Сильвестр Гулевич-Воютинський
Сильвестр Гулевич-Воютинський гербу Новина (? — 31 травня 1645) — руський волинський шляхтич, урядник, православний релігійний діяч. Перемишльський та Самбірський єпископ у 1635–1637 й 1641–1643 роках. Представник роду Гулевичів. Засновник і перший ігумен Білостоцького монастиря.

## Життєпис
Походив із заможної шляхетської родини Луцької землі, перед 1632 роком був тут писарем. Через тодішню політичну ситуацію став релігійним діячем після затвердження королем Владиславом IV Вазою в листопаді 1632 року. За нею відновлювали Перемишльську православну єпархію, до якої мали належати три монастирі православних василіян: Святого Спаса — у Спасові, святого Онуфрія — у Лаврові, у Смольниці, яким керував унійний єпископ Атанасій Крупецький. Прихильники унії, підтримувані римо-католиками, не хотіли віддавати останнього. Король спочатку призначив владикою Івана Романовича Попеля, який був заслабким для виконання обов'язків. Тоді запропонували кандидатуру С. Гулевича-Воютинського, І. Попель отримав 3000 злотих відступних.
Свячення отримав невдовзі після призначення (номінації). З метою повернення наданих королем монастирів біля Зелених свят 1636 року організував їх облогу за допомогою бл. 10000 вояків. Було вбито брата А. Крупецького, якому життя врятував сам С. Гулевич-Воютинський. А. Крупецький подав позов на дії православних (на С. Г.-Воютицького та учасників подій було видано кількадесят інфамій), потім отримав вироком суду повернення монастирів, що відмовився зробити Сильвестр Гулевич-Воютинський, використовуючи збройний опір. 1639 року замість Спаського монастиря (поблизу Старого Самбора) йому офірували інші маєтності, але не передали права власності на них. Питання розглянув сейм 1641 року, з С. Гулевича-Воютинського зняли інфамію, монастир Святого Спаса передали греко-католицьким ченцям-василіанам, по його смерті православну єпархію мали скасувати, юрисдикцію православних монастирів мав отримати архимандрит Лаврова, що не задовольнило парафіян. 24 квітня 1650 року Перемишльським та Самбірським єпископом став Антоній Винницький.